# 北椋鸟
北椋鸟（学名：Agropsar sturninus）为椋鸟科北椋鳥屬的鸟类，俗名燕八哥、小椋鸟。屬於椋鳥科，分佈於東古北界，從蒙古東部和俄羅斯東南部到北韓和中國中部。

## 分類與系統學
北椋鳥之前被歸類於椋鳥屬（Sturnus）。根據2008年發表的兩項分子親緣關係學研究結果，牠們被移至重新恢復使用的北椋鳥屬（Agropsar）。

## 描述
北椋鳥與其他椋鳥物種的區別在於其深色的披肩和頭頂以及狹窄的翼斑。

## 分佈與棲地
分布于欧洲东部、蒙古、朝鲜、东南亚以及中国大陆的内蒙古、吉林、黑龙江、辽宁、河北、陕西、山西、宁夏、甘肃、河南、山东、安徽、湖北、江苏、四川、云南、广东、海南等地。
北椋鳥的自然棲地是針葉林和溫帶森林。多栖息于平原地区或海拔500-800m 的田野以及营巢于树洞和墙缝中。该物种的模式产地在西伯利亚达乌尔地区。